# عبد العزيز أحمد
عبد العزيز أحمد (24 أبريل 1897 - 20 يوليو 1964)، ممثل مصري.

## عن حياته
ولد بالقاهرة لأسرة مصرية بسيطة حيث عمل والده موظفاً بسيطاً في الحكومة.
من نجوم فرقه الريحانى في الأربعينيات والخمسينيات، مارس التمثيل في الفرق الصغيرة في أواخر العقد الثاني، وكان يعمل موظفاً بالمجلس البلدي بمدينة الإسكندرية. مثل في فرقة سلامة حجازي وجورج أبيض وعبد الرحمن رشدي وتنقل بين فرق نجيب الريحاني وفاطمة رشدي وعلي الكسار، ومثل في فرقة يوسف وهبي وقدم مسرحيات بنات الريف، زوجاتنا، زواج بلا حب، ابن الفلاح، الدكتاتور، وفي عام 1940 سافر مع فرقه فاطمة رشدي، إلى السودان وعام 1946 قدم بها مسرحيات حلمبوحة، ملكة الغابة، حماتك بتحبك، فوق لنفسك، جت سليمة، زهرة الحارة، شارع شبرا. كما قام بإخراج مسرحيات كلام في سرك، حماتى بوليس دولي، مع إيقاف التنفيذ، حاسب من دول، يا ريتني ما اتجوزت، عشم إبليس، أوعى تعكر دمك، وإلى جانب التمثيل والإخراج كان مؤلفا للأغاني، كتب أزجال أوبريت الباروكة، والعديد من أغاني المسرحيات في فرقه علي الكسار .

## أعماله

### الأفلام
- طريق الدموع 1961
- يوم من عمري 1961
- غرام الأسياد 1961
- النغم الحزين 1960
- إحنا التلامذة 1959
- ارحم حبي 1959
- أنا الشرق 1958
- شاطئ الأسرار 1958
- هارب من الحب 1957
- المجرم 1957
- أنت حبيبي1957
- درب المهابيل 1955
- جريمة حب 1955
- إني راحلة 1955
- آثار في الرمال 1954
- ليلة من عمري 1954
- السيد البدوي 1954
- الأرض الطيبة 1954
- عائشة 1953
- فاعل خير 1953
- نافذة على الجنة 1953
- آمال 1952
- مسمار جحا 1952
- اديني عقلك 1952
- الزهور الفاتنة 1952
- أموال اليتامى 1952
- سلوا قلبي 1952
- زمن العجائب 1952
- سيدة القطار 1952
- السبع أفندي 1951
- سماعة التليفون 1951
- أولادي 1951
- من غير وداع 1951
- أسرار الناس 1951
- أشكي لمين 1951
- قسمة ونصيب 1950
- أمير الانتقام 1950
- أيام شبابي 1950
- ماكانش على البال 1950
- بنت باريز 1950
- المظلومة 1950
- أنا الماضي 1950
- حبايبي كتير 1950
- كل بيت له راجل 1949
- جواهر 1949
- على أد لحافك 1949
- الريف الحزين 1948
- عدل السماء 1948
- ليت الشباب 1948
- اليتيمتين 1948
- شبح نص الليل 1947
- غدر وعذاب 1947
- نور من السماء 1947
- الهانم 1947
- قلبي دليلي 1947
- التضحية الكبرى 1947
- راوية 1946
- ملكة الجمال 1946
- رجل المستقبل 1946
- أرض النيل 1946
- قتلت ولدي 1945
- كازينو اللطافة 1945
- هذا جناه أبي 1945
- الحياة كفاح 1945
- نادوجا 1944
- الأبرياء 1944
- العامل 1943
- محطة الأنس 1942
- مصنع الزوجات 1941
- سي عمر 1941
- العودة إلى الريف 1939
- في ليلة ممطرة 1939
- دنانير 1939
- عنتر أفندي 1935
- بواب العمارة 1935

### المسرحيات
- أشوف أمورك أستعجب
- لزقة إنجليزي
- الدنيا لما تضحك
- الستات لبعضهم
- إبليس وشركاه
- خليني أتبحبح يوم

## روابط خارجية
- عبد العزيز أحمد على موقع الدهليز
- عبد العزيز أحمد على موقع قاعدة بيانات الأفلام العربية